# Kurt Peters
Kurt Gustav Karl Peters (Viena, 17 de agosto de 1897 – Viena, 23 de maio de 1978) foi um químico austríaco.

## Vida
Após prestar o serviço militar austríaco estudou química de 1918 a 1921 na Universidade Técnica de Viena. Obteve um doutorado em 1923 na Universidade de Berlim, orientado por Walther Nernst. Depois de ser assistente (dentre outros de Fritz Paneth) foi de 1928 a 1937 diretor de seção do Max-Planck-Institut für Kohlenforschung. Em 1937 foi trabalhar na indústria, trabalhando com pesquisas de alta pressão da IG Farben, dirigido por Matthias Pier na área de desenvolvimento de catalisadores.